# Campionato mondiale femminile di pallacanestro Under-19 2019
Il 13º Campionato mondiale femminile di pallacanestro Under-19 (noto anche come 2019 FIBA Under-19 Women's Basketball World Cup, in thailandese  บาสเกตบอลหญิงชิงแชมป์โลกรุ่นอายุไม่เกิน 19 ปี 2019) si è svolto in Thailandia nella città di Bangkok, dal 20 al 28 luglio 2019.

## Classifica finale
| Campione del Mondo | Campione del Mondo | Campione del Mondo |
| --- | ------------------ | --- |
| Stati Uniti under 194 Joens, 5 Bueckers, 6 Clark, 7 Taylor, 8 Brink, 9 Van Lith, 10 Egbo, 11 Hillmon, 12 Miller, 13 Howard, 14 Boston, 15 Belibi, All. Jeff Walz |                    | |
| Argento | Australia          | Australia under 194 Shelley, 5 Heal, 6 D'Angelo, 7 Goodchild, 8 Scanlon, 9 Emma-Nnopu, 10 Potter, 11 Simons, 12 Bourne, 13 Motuga, 14 Fowler, 15 Anstey, All. Deanne Butler                                        |
| Bronzo | Spagna             | Spagna under 194 Blanco, 5 Piera, 6 Castedo, 7 Palma, 8 Sánchez, 10 Flores, 11 Wone, 12 Pendande, 13 Pueyo, 15 Dembele, 16 Balagué, 17 Hermosa, All. Fabián Téllez                                                 |
| 4. | Belgio             | Belgio under 194 Leblon, 5 Dits, 6 Van Buggenhout, 7 Hambursin, 8 Peeters, 9 Vervaet, 10 Heemels, 11 Be. Massey, 12 Bi. Massey, 13 Lisowa-Mbaka, 14 Kapenga, 15 Van Den Stock, All. Arvid Diels                    |
| 5. | Cina               | Cina under 194 Zheng, 5 Li Yuan, 6 Fang, 7 Li B., 8 Zhu, 9 Luo, 11 Chen, 12 Li Yuyan, 13 Wan, 14 Huang, 16 Yu, All. Cong Xuedi                                                                                     |
| 6. | Canada             | Canada under 194 Te-Biasu, 5 King, 6 Hanson, 7 Dennis, 8 Makolo, 9 Edwards, 10 Russell, 11 Ejim, 12 Dut, 13 Masikewich, 14 Becker, 15 Morra, All. Claire Meadows                                                   |
| 7. | Mali               | Mali under 193 D. Sissoko, 4 A. Sissoko, 6 Kamissoko, 7 F. Koné, 9 Coulibaly, 10 Haidara, 11 D. Berthé, 12 Dembélé, 13 Traoré, 23 S. Koné, 30 Kouyaté, 00 Sangaré, All. Amadou Bamba                               |
| 8. | Giappone           | Giappone under 190 Okuyama, 1 Takehara, 2 Tōdō, 6 Ishimaki, 9 Ishihara, 11 Konno, 14 Imori, 15 McArthur, 18 Sakamoto, 20 Noguchi, 23 Ikeda, 25 Ohhara, All. Mikiko Hagiwara                                        |
| 9. | Corea del Sud      | Corea del Sud under 191 Sin, 2 Heo, 3 Jeong, 5 Park I., 6 Lee So., 7 Park J., 8 Eom, 9 Go, 10 Seon, 12 Lee H., 13 Choe, 15 Lee Su., All. Park Su-ho                                                                |
| 10. | Ungheria           | Ungheria under 194 Budácsik, 5 Kéita, 6 Angyal, 9 Horváth, 11 B. Boros, 13 Dombai, 14 Varga, 19 Wentzel, 22 Szirony, 23 Mányoki, 24 J. Boros, 30 Kiss, All. Péter Völgyi                                           |
| 11. | Colombia           | Colombia under 195 Chivata, 6 Paz, 7 Pinilla, 8 Ayala, 9 Cortés, 10 Ulloa, 11 Caicedo, 14 Pineda, 17 Álvarez, 18 Morales, 19 González, 25 Zamora, All. Luis Cuenca                                                 |
| 12. | Argentina          | Argentina under 194 Gauna, 5 Raviolo, 6 Castro, 7 Wolf, 8 Torres, 9 Acevedo, 10 Suárez, 11 Operto, 12 Fux, 13 Gentinetta, 14 Chagas, 15 Fontana, All. Mariano Junco                                                |
| 13. | Germania           | Germania under 195 Mayer, 6 Rosemeyer, 9 Förner, 11 Bessoir, 12 Reichert, 13 Fiebich, 15 Geiselsöder, 16 Eckerle, 17 Gaba, 18 Kleine-Beek, 21 Landwehr, 55 Schiffer, All. Stefan Mienack                           |
| 14. | Lettonia           | Lettonia under 194 Ozola, 5 Zumenta, 6 Dambrāne, 7 Kļeščova, 8 Indriķe, 10 Meldere, 11 Mote, 13 Rudzīte, 14 Nulle, 15 Markova, 17 Koltone, 19 Purmale, All. Matīss Graudiņš                                        |
| 15. | Mozambico          | Mozambico under 194 Augusto, 5 Sigauque, 6 Gomes, 7 Calisto, 8 Cipriano, 9 dos Santos, 10 Budane, 11 Pinto, 12 Sumbane, 13 Paxixe, 14 Magoliço, 15 Joaquim, All. Leonel Manhique                                   |
| 16. | Thailandia         | Thailandia under 1910 Sirisathaphornsap, 13 Boonjun, 16 Sriharaksa, 17 Ploywaenrattana, 18 Laosa, 19 Phetnin, 22 Wanman, 26 Phuekraksa, 58 Salee, 59 Charoenpanit, 63 Dangdee, 99 Jantarwong, All. Federico Samson |